# Owenia (gusano)
Owenia es un género de gusanos marinos poliquetos de la familia Oweniidae.

## Especies
Consta de las siguientes especies:
- Owenia artifex Verrill, 1885
- Owenia assimilator  Caullery, 1944
- Owenia australis  Ford & Hutchings, 2005
- Owenia bassensis  Ford & Hutchings, 2005
- Owenia borealis  Koh, Bhaud & Jirkov, 2003
- Owenia caudisetosa  Hartmann-Schröder, 1959
- Owenia collaris  Hartman, 1955
- Owenia fusiformis  Delle Chiaje, 1844
- Owenia gomsoni  Koh & Bhaud, 2001
- Owenia johnsoni  Blake, 2000
- Owenia lobopygidata  Uschakov, 1950
- Owenia mirrawa  Ford & Hutchings, 2005
- Owenia persica  Martin, Koh, Bhaud, Dutrieux & Gil, 2006
- Owenia petersenae  Koh & Bhaud, 2003
- Owenia polaris  Koh, Bhaud & Jirkov, 2003
- Owenia voigti  Hagn, 1982